# Ékes Mária
Ékes Mária, névváltozat: Ékes Irén (Szőlősgyörök, 1920. március 31.) magyar színésznő.

## Életpályája
1938-ban szerezte diplomáját a Színművészeti Akadémián, majd 1940-ben a Magyar Színházhoz került. 1944-től a Madách Színházban lépett fel. A német megszállást követően SS-tisztek társaságában látták, így pályájától 1945-ben fél évre eltiltotta az igazolóbizottság. További sorsa ismeretlen. Jó megjelenésének köszönhetően kisebb szerepekben is feltűnést keltett.

## Filmszerepei
- Kétezerpengős férfi (1942) – manöken
- Házasság (1942) – Lulu, bárhölgy a Grillben
- Estélyi ruha kötelező (1942) – a herceg menyasszonya
- Egér a palotában (1942) – Lugossyné szobalánya
- Gyávaság (1942) – Manci, szobalány